# Razoabilidade
Razoabilidade é um conceito jurídico, ligado à ideia de bom senso e proporcionalidade. Segundo a maioria dos doutrinadores jurídicos, baseia-se na construção jurisprudencial desenvolvida nos Estados Unidos, onde os juízes possuiriam uma maior liberdade para interpretar a lei de acordo com os princípios da Constituição
Tal conceito inspirou o chamado Princípio da Razoabilidade, presente na Constituição brasileira de 1988.